# Popowia bancana
Popowia bancana är en kirimojaväxtart som beskrevs av Rudolph Herman Scheffer. Popowia bancana ingår i släktet Popowia och familjen kirimojaväxter. Inga underarter finns listade i Catalogue of Life.